# Neptis serena
Neptis serena är en fjärilsart som beskrevs av Frans G.Overlaet 1955. Neptis serena ingår i släktet Neptis och familjen praktfjärilar. Inga underarter finns listade i Catalogue of Life.